# Madame Incognito (1913)
Madame Incognito ist eine deutsche Stummfilmkomödie aus dem Jahre 1913 von Georg Jacoby.

## Handlung
Franz und Herma Fellner dinieren gerade im Beisein ihres gemeinsamen Freundes Fritz Köllner, als letztgenannten ein Brief erreicht, in dem seine im Moulin Rouge auftretende Freundin ihn daran erinnert, dass heute Abend in eben jenem Etablissement eine große Veranstaltung stattfindet, zu dem sie ihn unbedingt erwartet. Köllner lässt der jungen Dame bestellen, dass er kommen werde. Unbemerkt schreibt er auf einem kleinen Zettelchen, das er heimlich Franz zusteckt, die Zeilen, dass er Franz gern zu diesem großen Partyrummel mitnehmen möchte. Um halb zwölf erwarte er seinen Freund. Noch früh am Abend mahnt Franz seine Frau, sie möge schon mal ins Bett gehen. Knurrig folgt sie seinem Wunsch und begibt sich mit einem Buch ins Schlafgemach. Franz liegt schließlich neben ihr und stellt sich wenig später schlafend. Geduldig wartet er, bis sie das Licht löscht und ebenfalls eingeschlafen ist. Dann steht er wieder auf und begibt sich rasch ins Moulin Rouge, wo bereits großer Partytrubel herrscht. 
Fellner ist wie aufgedreht, der Champagner fließt in Strömen, das Tanzbein wird geschwungen. Derweil ist Herma gegen ein Uhr nachts wieder aufgewacht und entdeckt die leere Schlafstelle neben sich. Sie steht auf und findet das Memo-Zettelchen Köllners. Mit Hilfe des Stubenmädchens plant Herma nun einen kleinen Rachefeldzug. Sie zieht sich einen Domino über, in dem sie nicht sofort zu erkennen ist, und begibt sich als Madame Incognito gleichfalls ins Moulin Rouge. In feucht-fröhlichem Kreise entdeckt sie ihren Mann und beginnt ihn nun unerkannt heftig anzuflirten. Franz geht auf ihre Annäherungen ein und gesteht, schon ein wenig angeschwipst, dass er mit der schönen Unbekannten bis ans Ende der Welt gehen würde. Herma alias Madame Incognito willigt ein, stellt allerdings eine Bedingung: auf dem Weg dorthin müsse er sich seine Augen verbinden lassen. Ein Wagen fährt vor, und Herma fährt mit ihrem ergebenen Galan zurück in die eigene Wohnung. Dort darf Franz die Augenbinde wieder abnehmen. Reuevoll schwört er seiner besseren Hälfte, nie mehr wieder untreu zu werden. Herma verzeiht ihm.

## Produktionsnotizen
Madame Incognito entstand im Frühjahr 1913 und passierte die Filmzensur im April desselben Jahres. Die Uraufführung fand am 9. Mai 1913 statt.
Nach dem Drehbuch zu dem Filmdrama Buckelhannes, das Wilhelm Jacoby für seinen Sohn Georg geschrieben und in dem selbiger sein Debüt vor der Kamera gegeben hatte, feierte Georg Jacoby bei dem Lustspiel Madame Incognito nunmehr seinen Einstand als Filmregisseur.

## Kritik
„Eine lustige Ehestandskomödie.“